# Rotmund-Froschschnecke
Die Rotmund-Froschschnecke oder Kastanien-Froschschnecke (Tutufa bufo) ist eine mittelgroße Schnecke aus der Familie der Froschschnecken (Gattung Tutufa), die im Roten Meer und Indopazifik verbreitet ist.

## Merkmale
Das Schneckenhaus von Tutufa bufo hat ein kurzes Gewinde und eine große ovale Gehäusemündung mit einer fast glatten inneren Lippe. Außen ist das Gehäuse mit drei größeren spiraligen Reihen vorn und hinten zusammengedrückter, eng abgerundeter Knoten skulpturiert, wobei die in der obersten Reihe die größten sind und an den Varicen in besonders große Knoten übergehen. Im Übrigen ist die Oberfläche mit eng verlaufenden Reihen unterschiedlicher, niedriger bis rauer und herausragender Runzeln bedeckt. Die äußere Lippe der Gehäusemündung ist stark aufgeweitet, ihre äußere Kante durch äußere Spiralrippen gefingert und trägt eine Reihe mit 11 bis 12 niedrigen, eng gerundeten Knötchen an der innersten Kante der Faltung. Die innere Lippe ist breit aufgeweitet mit einem Parietalkallus, der den großen, vorragenden Analkanal eingrenzt, und hat an der Basis der Columella 3 bis 6 Umfaltungen, ist aber ansonsten glatt. Der vordere Siphonalkanal ist kurz und stark nach rechts gebogen, so dass die große, faltige Fasciole stark hervorragt.
Die Oberfläche des Gehäuses ist blass rötlich rehbraun bis braun, gefleckt in verschiedenen Mustern kleiner, unregelmäßiger rotbrauner Flecken. Das Innere der Gehäusemündung ist blass fleischfarben bis weiß mit einem dunkelbraunen bis hellroten Ring um den am engsten zusammengezogenen Bereich direkt innerhalb der inneren und äußeren Lippe.
Das Haus erreicht bei ausgewachsenen Schnecken rund 10,5 cm, bis 13,5 cm, Höhe bei einem Durchmesser von etwa 6,5 cm, bis 8,5 cm, kann aber oft auch 18 cm und bisweilen selbst 30 cm hoch werden.

## Verbreitung und Lebensraum
Tutufa bufo ist im Indopazifik von der ostafrikanischen Küste über den Persischen Golf bis ins östliche Polynesien und von den Philippinen bis nach Queensland und zu den Kermadecinseln verbreitet. Die Schnecke findet sich vor allem auf Korallenriffen, aber auch auf sandigem Untergrund in der Gezeitenzone bis in Tiefen von 50 m, am häufigsten dicht unter der Gezeitenzone.

## Lebenszyklus
Wie andere Froschschnecken ist Tutufa bufo getrenntgeschlechtlich. Das Männchen begattet das oft mehr als doppelt so große Weibchen mit seinem Penis. Die Eikapseln sind etwa 25 mm lange durchsichtige Schläuche, die innerhalb einer runden, aufrechten Masse an einem festen Untergrund befestigt werden. Das Weibchen bebrütet diese Eier bis zum Schlupf und verlässt sie währenddessen nicht, da sie anderenfalls kleinen Fischen und anderen Eiräubern zum Opfer fallen. Aus den Eiern schlüpfen Veliger-Larven, die bis zur Metamorphose zur fertigen Schnecke als Plankton leben.

## Nahrung
Für Tutufa bufo gibt es keine Veröffentlichungen über die Nahrung, doch ernähren sich verwandte Arten in der Familie mit einer ähnlichen Radula und einem ähnlichen Darmkanal räuberisch unter anderem von Seescheiden, Polychaeten und Stachelhäutern.